# Xavier De Beukelaer
Balthazar Philippe François Xavier De Beukelaer (ur. 27 września 1902 w Antwerpii, zm. 1 grudnia 1944 tamże) – belgijski szermierz, trzykrotny medalista mistrzostw świata.
Podczas mistrzostw świata w Vichy w 1927 roku (oficjalnie zawody tego cyklu rozgrywane są pod tą nazwą dopiero od 1937) wywalczył brązowy medal w szpadzie indywidualnej, wyprzedzili go tylko Francuzi: Georges Buchard i Fernand Jourdant. Trzy lata później, na mistrzostwach świata w Liège, Belgowie w składzie: Émile Barbier, Xavier De Beukelaer, Charles Debeur, Charles Delporte, Willy Osterrieth i Léon Tom zdobyli złoty medal drużynowo. W międzyczasie wywalczył srebrny medal we florecie drużynowym na mistrzostwach świata w Neapolu w 1929 roku.
Na igrzyskach olimpijskich w Paryżu w 1924 roku zajął siódme miejsce w szpadzie indywidualnej. W rundzie finałowej przegrał wszystkie sześć pojedynków. Na rozgrywanych cztery lata później igrzyskach olimpijskich w Amsterdamie był czwarty w szpadzie drużynowej. Brał też udział w igrzyskach olimpijskich w Los Angeles w 1932 roku, gdzie w szpadzie indywidualnej zajął ósme miejsce. W rundzie finałowej wygrał cztery z jedenastu pojedynków. W zawodach drużynowych Belgowie ponownie zajęli czwarte miejsce.